# Sparna macilenta
Sparna macilenta är en skalbaggsart som beskrevs av Francis Polkinghorne Pascoe 1888. Sparna macilenta ingår i släktet Sparna och familjen långhorningar. Inga underarter finns listade i Catalogue of Life.